# Klub Przodujących Szkół
Klub Przodujących Szkół – ogólnopolski ruch społeczny działający w ramach Krajowego Stowarzyszenia Pomocy Szkole. Inicjatorem jego powstania w 1986 był profesor Mikołaj Kozakiewicz. 
Klub zrzesza placówki które osiągają sukcesy organizacyjne, dydaktyczno-wychowawcze i opiekuńcze. Zajmuje się promowaniem aktywności szkół członkowskich, upowszechnianiem ich dorobku, wspomaganiem nowatorskich rozwiązań dydaktycznych, organizowaniem warszatów i obozów.
Aby zostać członkiem, szkoła musi być wyróżniającą się placówką, wspomagającą rozwój swoich uczniów. Do klubu mogą należeć szkoły podstawowe, gimnazjalne i ponadgimnazjalne każdego typu.